# Панарити, Эдмонд
Эдмонд Панарити (алб. Edmond Panariti; род. 1 июня 1960, Тирана) — албанский политик, министр сельского хозяйства и развития сельских районов с 15 сентября 2013.

### Образование
Учился ветеринарной медицине и окончил Университет сельского хозяйства в Тиране в 1984 году. Он имеет докторскую степень и учёное звание профессора. Также в окончил аспирантуру в Федеральной высшей технической школе Цюриха (ETH), Швейцария (1989–1992). В период между 1995 и 2005, он выиграл два исследовательских гранта программы Фулбрайта в университетах Кентукки и Миссисипи, в Соединённых Штатах. Кроме того, углублял знания в Ветеринарном университете Ганновера, Германия.
Свободно говорит на английском, французском, немецком и итальянском.

### Карьера
Имеет долгую профессиональную карьеру в научно-исследовательском институте ветеринарной медицины. Он работал в качестве менеджера проекта Всемирной организации здравоохранения и в настоящее время является профессором медицинского факультета Тиранского университета.
Член Социалистического движения за интеграцию с 2004 года. Избирался председателем национального координационного комитета и секретарём по сельскому хозяйству и окружающей среды.
В 2011 году избран членом Муниципального совета Тираны и, кроме того, назначен на должность заместителя мэра. В 2012 году он был назначен министром иностранных дел Албании и, в этом контексте, занимал должность президента Комитета министров Совета Европы.

### Личная жизнь
Женат, имеет двух сыновей.